# Mikrogeophagus altispinosus
Mikrogeophagus altispinosus es una especie de peces de la familia Cichlidae en el orden de los Perciformes.

## Morfología
Los machos pueden llegar alcanzar los 5,6 cm de longitud total.

## Hábitat
Es una especie de clima tropical que vive entre 22 °C-26 °C de temperatura.

## Distribución geográfica
Se encuentran en Sudamérica:  cuenca del río Amazonas (río Guaporé en Brasil y Bolivia, y río Mamoré en Bolivia ).